# المعرض السويسري لعمل المرأة

المعرض السويسري لعمل المرأة (باللاتينية: Schweizeische Ausstellung für Frauenarbeit) (اختصارًا: SAFFA) هو معرض أقيم في برن عام 1928، وفي زيورخ عام 1958. نُظِمَ من قبل اتحاد رابطات المرأة السويسرية (BFS، اتحاد الجمعيات النسائية السويسرية)، والرابطة النسائية الكاثوليكية السويسرية (SKF)، و28 رابطة نسائية سويسرية أخرى، لتسليط الضوء على الحالة غير المستقرة للمرأة العاملة في سنوات ما بعد الحرب.

## معرض 2020
وقع المجلس الاتحادي السويسري البروتوكول الاختياري كإضافة لاتفاقية المرأة للاعتراف القانوني والرسمي بحقوق الإنسان الكاملة للمرأة في سويسرا في فبراير 2007. اقترحت منصة الإنترنت frauennet.ch قرارًا بتنظيم معرض ثالث للعطلات المتعلقة بالأسرة بمناسبة نزهات النساء في عطلة العيد الوطني السويسري في جزيرة سافا في زيوريخ. ولأسباب مالية، لم يتسنَ بدء المشروع في الوقت الحاضر. التحالف F، كما كان يُعرف سابقًا باسم Bund Schweizerischer Frauenvereine (BFS)، يعد معرض ثالث، أسس جمعية "2020" لهذا الغرض، وبدأ مشروع 2020 – وجهة نظر المرأة حول المستقبل. ويسعى المشروع إلى التقاط الأفكار والرؤى لمستقبل مجتمعنا من منظور المرأة وبطريقة مناسبة للحاضر العام. وكان أول عرض على شبكة الإنترنت عام 2013 وبدأ مرحلة تحقيق معرض 2020.
مشروع 2020 – وجهة نظر المرأة حول المستقبل تحت رعاية أعضاء المجالس الفيدرالية الثلاثة (Bundesrat) دوريس ليوتار وسيمونيتا سوماروغا وإيفلين ويدمر شلمف وكذلك من قبل المستشارة السابقة ( aBR ) ميشلين كالمي راي.